# Quercus georgiana
Quercus georgiana es una especie del género Quercus dentro de la familia de las Fagaceae. Está clasificada en la Sección Lobatae; del roble rojo de América del Norte, Centroamérica y el norte de América del Sur que tienen los estilos largos, las bellotas maduran en 18 meses y tienen un sabor muy amargo. Las hojas suelen tener lóbulos con las puntas afiladas, con cerdas o con púas en el lóbulo.

## Distribución y hábitat
Es nativa del sureste de Estados Unidos, con una gama muy restringida en el sur de las montañas Apalaches y periféricas monadnocks , principalmente en el norte de Georgia, pero también muy a nivel local en las partes de Alabama y Carolina del Sur. Crece en granito y afloramientos de areniscas secas en las laderas de las montañas a 50-500 m de altitud.

## Descripción
Es un pequeño árbol, a menudo arbustivo, alcanza un tamaño de hasta 8-15 m de altura. Las hojas verdes son brillantes y de 4-13 cm de largo y 2-9 cm de ancho, con un pecíolo 0.6-2.3 cm, y cinco, puntiagudos, lóbulos de puntas de cerdas irregulares; son glabras (sin pelo), a excepción de pequeños pero notables mechones de pelos en las axilas de las venas en la parte inferior. Las hojas se vuelven de color rojo oscuro a marrón en el otoño, con la estancia en el árbol durante todo el invierno, y caen cuando las hojas nuevas brotan en la primavera. Las bellotas son redondas, de 9-14 mm de largo, con vencimiento a 18 meses después de la polinización. 

## Usos
A veces se cultiva como una muestra o un árbol de jardín en zonas de resistencia de plantas del USDA 5-8. Además del paisaje en la horticultura, el roble Georgia no tiene usos comerciales.

## Taxonomía
Quercus georgiana fue descrita por Moses Ashley Curtis y publicado en American Journal of Science, and Arts, ser. 2, 7(21): 408. 1849.
Etimología
Quercus: nombre genérico del latín que designaba igualmente al roble y a la encina.
georgiana: epíteto geográfico que alude a su localización en Georgia. 